# سکس پیستولز
سکس پیستولز (به انگلیسی: Sex Pistols) یک گروه پانک راک انگلیسی بود که در سال ۱۹۷۵ در لندن بنیان گذاشته‌شد. آن‌ها آغازگر جنبش پانک راک در بریتانیا بودند و بر موسیقی بسیاری از هنرمندان پانک و آلترنتیو بعد از خود تأثیر عمده‌ای داشتند. گرچه سال‌های اصلی فعالیت گروه ۲ سال و نیم بیشتر نبود و فقط ۱ آلبوم استودیویی و ۴ تک‌آهنگ منتشر کردند، از آن‌ها به‌عنوان یکی از تاثیرگذارترین حرکت‌ها در تاریخ موسیقی یاد می‌شود.
اعضای اولیهٔ سکس پیستولز جانی روتن (خواننده)، استیو جونز (گیتاریست)، پل کوک (درامر) و گلِن مَتلاک (باسیست) بودند. در سال ۱۹۷۷ سید ویشس جایگزین مَتلاک شد. تحت مدیریت مالکوم مک‌لارن، گروه در تمام بریتانیا بحث‌انگیز شد و مورد توجه قرار گرفت. کنسرت‌های سکس پیستولز بارها با مشکلاتی از سوی مقامات و سازمان‌های برگزارکننده مواجه می‌شد و اغلب با آشوب و هرج و مرج خاتمه می‌یافت. از ترانهٔ اعتراضی «پروردگار ملکه را حفظ کند» (۱۹۷۷)-که نوعی حمله به اصول پذیرفته شده از سوی جامعهٔ بریتانیا در تمکین از نظام سلطنتی بود-به‌عنوان آخرین و بزرگ‌ترین غوغای دوزخی ایجاد شده در صحنهٔ موسیقی یاد می‌شود. این ترانه که نام‌اش را سرود ملی بریتانیا گرفته بود و در ۲۵اُمین سالگرد تاج‌گذاری الیزابت دوم منتشر شد، ملکه را یک جاذبهٔ پیش پا افتادهٔ توریستی، فاشیست و دست‌نشاندهٔ بی‌اختیار پیر خطاب می‌کند.
در ژانویهٔ سال ۱۹۷۷ و در پی توری که سکس پیستولز در ایالات متحده برگزار کرد، جانی روتن از گروه کناره گرفت. در ماه‌های بعد ۳ عضو باقی‌مانده، قطعاتی را برای فیلم مستند تاریخچهٔ گروه به‌نام فریب بزرگ راک اند رول ضبط کردند. در فوریهٔ ۱۹۷۹ سید ویشس بر اثر اوردوز هروئین درگذشت. در سال ۱۹۹۶ روتِن، جونز و کوک برای برگزاری تور پول کثیف گردهم آمدند و از سال ۲۰۰۲ به‌این سو کنسرت‌ها و تورهای دیگری هم برگزار کرده‌اند.

## میراث هنری

بلیک له رت در لس‌آنجلس، ۲۰۰۸

سکس پیستولز، بر موسیقی بسیاری از گروه ها و خواننده های بعد از خود نظیر نیروانا، جوآن جت، جوی دیویژن، کلش، اسمیتز، گانز ان رزز، اوئیسیز و گرین دی تاثیر گذاشت.
در سال ٢٠٠۴، مجله رولینگ استون آنها را در فهرست ١٠٠ هنرمند برتر تمام دوران قرار داد.
در ٢۴ فوریه ٢٠٠۶ چهار عضو بنیان‌گذار، به علاوه سید ویشس به‌عنوان اعضای جدید تالار مشاهیر راک اند رول معرفی شدند، اما از حضور در مراسم سر باز زدند و موزهٔ راک اند رول را « لکهٔ شاش» خطاب کردند.
در سال ٢٠٢٢، درمورد گروه سریالی به نام پیستول به کارگردانی دنی بویل ساخته شد.

## آلبوم‌شناسی
مجموعه‌های رسمی
- بیخیال این مزخرفات، سکس پیستولز از راه رسیده (۱۹۷۷)